# Главкий
Главкий (др.-греч. Γλαυκίας; IV век до н. э.) — царь иллирийского племени тавлантиев второй половины IV века до н. э.
Первое упоминание Главкия в античных источниках связано с образованным в 335 году до н. э. антимакедонским союзом трёх иллирийских племён, которые надеялись после смерти Филиппа II устранить угрозу для своих владений со стороны Македонии. После поражения от Александра Македонского Главкий сумел наладить отношения с новым царём и не препятствовал своим подданным участвовать в походах в Азию в составе македонского войска.
В 317 году до н. э. Главкий предоставил убежище двухлетнему Пирру, когда его отец Эакид был изгнан из Эпира. Это решение было непростым, так как привело к обострению отношений с правителем Македонии Кассандром. Усыновив Пирра, Главкий получил возможность активно вмешиваться во внутренние дела Эпира.
Согласно современным оценкам, Главкий был мужественным и благоразумным правителем, который смог создать могущественное иллирийское царство на территории современной Албании.

## Биография

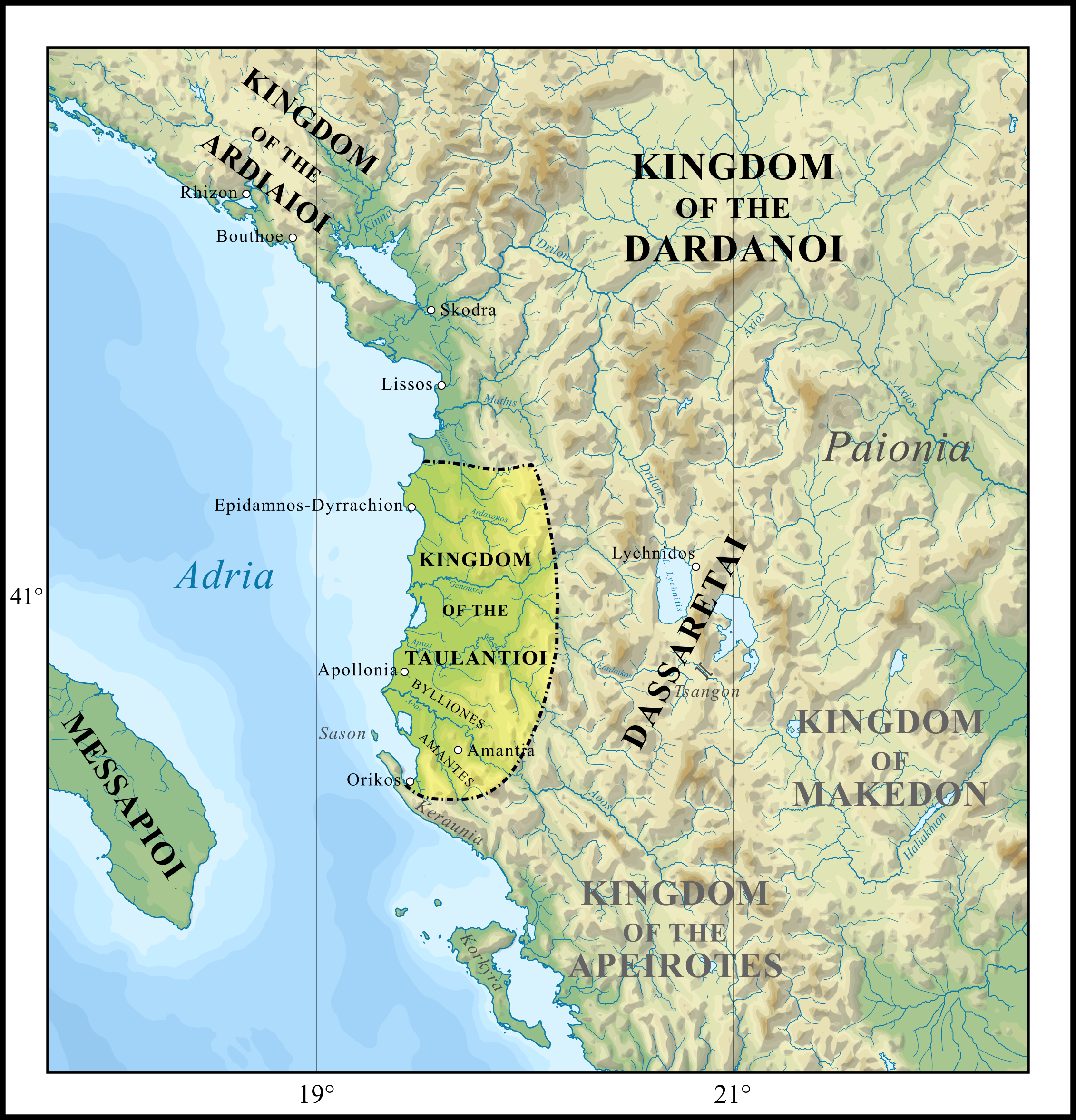
Ориентировочные границы царства тавлантиев Главкия

### Во время Александра Македонского
Главкий был царём иллирийского племени тавлантиев, которое проживало на восточном побережье Адриатического моря от Аполлонии до Эпидамна на территории современной Албании. Возможно, в 337 году до н. э. он приютил юного Александра Македонского, который после ссоры с отцом Филиппом II покинул родину.
Первое упоминание Главкия в античных источниках связано с событиями 335 года до н. э., когда три иллирийские племени — дарданы под командованием Клита, тавлантии под командованием Главкия и автариаты — заключили антимакедонский союз. Эта новость заставила Александра Македонского, который только завершил кампанию против гетов и трибаллов во Фракии, спешно отправиться к северо-западным границам своего государства. Согласно плану иллирийцев, во время марша через горы на македонян должны были напасть автариаты. Этим планам помешали действия союзного македонянам царя агриан Лангара, который вторгся на территорию автариатов, предавая их земли опустошению и захватывая пленных и добычу. Первоначальные планы иллирийцев оказались совершенно расстроенными, так как теперь автариатам «пришлось думать о себе самих», а не о нападении на войско македонян.
После провала первоначального плана Клит занял наиболее укреплённый город области Пелий, где предполагал дождаться войско Главкия. Пелий располагался на равнине около реки Эордаика, со всех сторон окружённой горами, которые заблаговременно заняли вооружённые отряды Клита. Войско македонян зашло на равнину и блокировало Пелий. Вскоре со своими силами к Пелию подошёл Главкий. Он совершил попытку запереть македонян на равнине под Пелием. Однако дисциплинированное и высокоманёвренное войско Александра обратило тавлантиев в бегство, а также заняло несколько господствующих над равниной высот. Согласно Арриану, захвату гор предшествовала психологическая атака — перед штурмом дисциплинированная и высокоманёвренная македонская фаланга провела серию демонстративных перестроений, один грозный вид которых заставил иллирийцев бежать. После того как Александр захватил Пелий, Клит бежал к Главкию в земли тавлантиев.
Победой при Пелии Александр надолго обезопасил западные границы Македонии, но не воспользовался возможностью захватить земли иллирийцев. Во-первых, он готовился к походу в Азию, а во-вторых, восстание в Фивах в Средней Греции угрожало македонской гегемонии и требовало от Александра немедленных действий.
Предположительно, Главкий смог наладить отношения с Александром Македонским. Это проявилось, в частности, в участии иллирийцев в македонском войске во время походов в Азию. По мнению Н. Хаммонда, это свидетельствует о том, что Главкий не препятствовал своим подданным вступать в войско Александра.

### После смерти Александра Македонского. Помощь Пирру
Следующее упоминание Главкия связано с событиями 317 года до н. э. Согласно античной легенде, после того как эпироты свергли Эакида, двухлетнего сына бывшего царя Пирра привезли к Главкию. Царь размышлял о том, как поступить. Предоставление убежища сыну бывшего царя Эпира и врага правителя Македонии Кассандра грозило ухудшением отношений сразу с двумя могущественными соседями тавлантиев. В это время ребёнок подполз к Главкию, схватился за его плащ, приподнялся, «улыбнулся, а потом заплакал, словно проситель, со слезами умоляющий о чём-то». В другой версии, Пирр подполз к алтарю и встал на ноги, что было воспринято как знамение. Главкий поручил жене Берое, которая как и Пирр происходила из царского рода Эакидов, взять мальчика и воспитать с их собственными детьми. Современные историки видят в этой античной легенде проявление холодного политического расчёта. Главкий, усыновив царевича, получил возможность активно вмешиваться во внутренние дела Эпира. Он учитывал вероятность обострения отношений с Кассандром, который даже предложил выкупить малолетнего царевича. Возможно, Главкий решил, что власть Кассандра может оказаться недолгой, а Македония является исконным врагом иллирийцев и, соответственно, выдача Пирра никак на это не повлияет.
Положение Главкия было непростым. После свержения Эакида Кассандр отправил в Эпир своего военачальника Ликиска «в качестве регента и стратега». Это означало попадание государства на северных границах владений Главкия под контроль македонян. В 314 году до н. э. Кассандр захватил Аполлонию, после чего победил Главкия в сражении и заставил заключить мирный договор, согласно которому иллирийский царь не мог воевать против союзников македонян. Также Кассандр смог перехитрить жителей Эпидамна, спрятав своё войско неподалёку. Когда те открыли ворота и стали заниматься сельскохозяйственными работами, он совершил внезапную атаку, и город был захвачен без сопротивления. После этого Кассандр оставил гарнизоны в Эпидамне и Аполлонии и вернулся домой в Македонию.
Однако Главкий недолго соблюдал мир с македонянами. Уже в 313 году до н. э. он осадил Аполлонию, и лишь вмешательство спартанского царевича Акротата заставило его прекратить военные действия. В следующем, 312 году до н. э., гарнизоны Кассандра были изгнаны из Аполлонии и Эпидамна керкирянами, которые не желали терпеть присутствие македонян на Адриатическом побережье рядом со своим островом. Аполлония была объявлена свободным городом, а Эпидамн передан Главкию. На этом фоне Кассандр вновь отправился к Аполлонии, однако эта осада оказалась неудачной. С помощью Главкия и керкирян жители города изгнали македонян, после чего их город вошёл в состав владений Главкия.
В 307 году до н. э., когда Пирру исполнилось двенадцать лет, умер царь Эпира Алкет II, правивший в то время, пока Пирр находился в изгнании в Иллирии. Главкий счёл ситуацию благоприятной для восстановления прав Пирра и, взяв с собой юношу, во главе армии отправился в Эпир. Эпироты не оказали никакого сопротивления, и Пирр взошёл на престол. Через несколько лет, в 302 году до н. э. 17-летний Пирр посетил Главкия в качестве гостя на свадьбе одного из сыновей своего приёмного отца. В это время на его родине произошёл дворцовый переворот и к власти в Эпире пришёл Неоптолем II. На этот раз Главкий не смог помочь Пирру, возможно, из-за позиции Клеонима, чьё войско находилось на тот момент в Керкире и на адриатическом побережье Италии. О вражде Главкия и Клеонима свидетельствует одна из стратагем Полиэна. Согласно античному автору, Клеоним взял в плен Тита и потребовал за его освобождение у отца Аполлонию и Эпидамн. Хоть Полиэн и не приводит имени отца Тита, историк Ф. Штеелин отождествил его с Главкием. Главкий отказался отдать два портовых города, а Тит смог вскоре бежать.
Дальнейшая судьба Главкия, как и год его смерти, неизвестны. Предположительно, наследником Главкия стал его сын Монуний.

## В культуре
В Новое время к сюжету о решении Главкия предоставить убежище маленькому Пирру обращались И. Коллен де Вермон, Б. Уэст, Н. Р. Жоллен и другие. Также Главкий является одним из персонажей исторической повести об Александре Македонском Л. Ф. Воронковой «Сын Зевса» и романа Льва Вершинина «Лихолетье Ойкумены».
| | |                                                             |
| «Маленький Пирр», 1747. И. Коллен де Вермон Музей художественного искусства и археологии, Безансон, Франция | «Пирр перед Главкием», первая четверть XIX века. Автор неизвестен Музей Барона-Мартена, Гре, Франиця | «Пирр перед Главкием», XVIII век. Б. Уэст частная коллекция |

## Оценки
П. Кабан охарактеризовал Главкия как талантливого государственного деятеля, который смог создать могущественное иллирийское государство через несколько десятилетий после сокрушительного поражения Бардила в 358 году до н. э. Д. Уилкс назвал Бардила и Главкия наиболее выдающимися среди множества иллирийских царей IV века до н. э., которые смогли воспользоваться периодами слабости своих соседей Македонии и Эпира для роста могущества собственных держав.

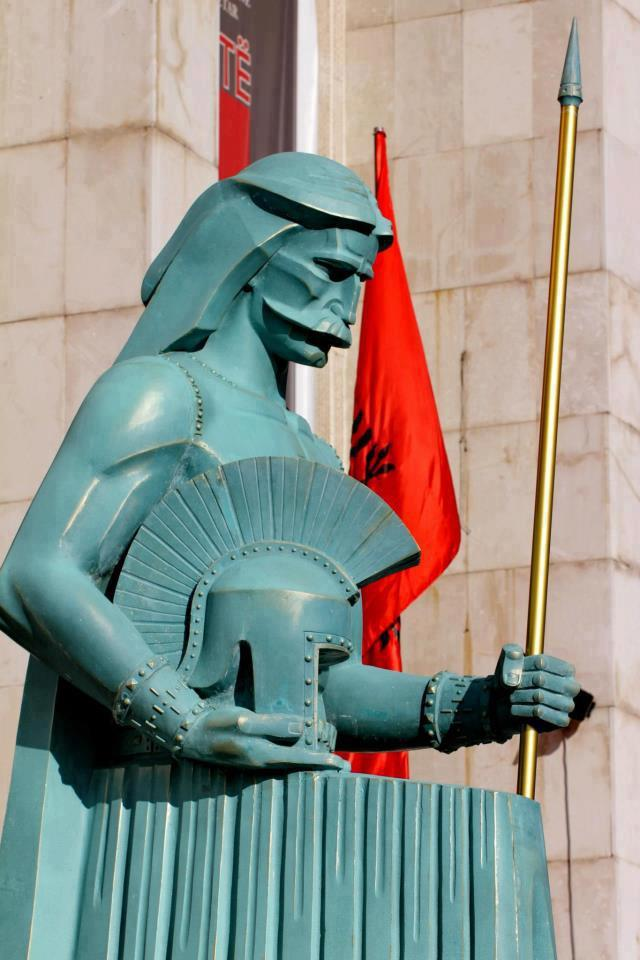
Современная статуя Главкия в Албании

Р. В. Светлов отметил мужество Главкия, когда тот согласился предоставить убежище 2-летнему Пирру. Царь тавлантиев пошёл на обострение отношений с македонянами, которые на тот момент были самой грозной военной силой региона. Мужество Главкия сочеталось с благоразумием. Тавлантский царь предпочёл не вмешиваться в кровопролитные войны диадохов, сосредоточив внимание на укреплении собственной державы. На пике могущества владения Главкия включали богатую прибрежную равнину Адриатического моря Мизекве и долину реки Шкумбини, а также Атинтанию.

### Исследования
- Гафуров Б. Г., Цибукидис Д. И. Александр Македонский и Восток. — М.: Наука, 1980.
- Клеймёнов А. А. Дебют стратега: балканская кампания Александра Македонского 335 г. до н.э. // Вопросы истории. — 2018. — № 1. — С. 3—17.
- Светлов Р. В. Пирр и военная история его времени. — СПб.: Изд-во С.-Петерб. ун-та, 2006. — 355 с. — ISBN 5-288-03892-9.
- Эббот Д. Пирр. Царь Эпира / перевод книги Л. А. Игоревского. — М.: Центрполиграф, 2004. — 224 с. — (Nomen est omen). — ISBN 5-9524-0877-X.
- Cabanes P.[англ.]. Glaukija // Iliri od Bardileja do Gencija (IV. - II. stoljeće prije Krista) (хорв.). — Svitava, 2002. — ISBN 953-98832-0-2.
- Green P. Alexander Of Macedon (англ.). — Harmondsworth, Middlesex, England: Penguin Books, 1974.
- Hammond N. G. L. The Kingdoms in Illyria circa 400—167 B.C. (англ.) // The Annual of the British School at Athens. — British School at Athens, 1966. — Vol. 61. — P. 239—253. — JSTOR 30103175.
- Hammond N. G. L., Walbank F. W. A History of Macedonia (англ.). — Oxford: Clarendon Press, 1988. — Vol. III: 336-167 B.C.. — ISBN 0-l9-814814-1.
- Heckel W. Who's Who in the Age of Alexander and his Successors. From Chaironea to Ipsos (338—301 BC) (англ.). — Barnsley: Greenhill Books, 2021. — 554 p. — ISBN 978-1-78438-648-1.
- Stähelin F.[нем.]. Glaukias 7 // Paulys Realencyclopädie der classischen Altertumswissenschaft :  [нем.] / Georg Wissowa. — Stuttgart : J. B. Metzler’sche Verlagsbuchhandlung, 1910. — Bd. VII, 1. — Kol. 1398—1399.
- Vujčić N. The City of Pelion and the Illyrian War of Alexander (англ.) // Greek, Roman, and Byzantine Studies[англ.]. — 2021. — Vol. 61. — P. 496—526.
- Wilkes J.[англ.]. The Illyrians (англ.). — Cambridge, Massachusetts: Blackwell Publishers, 1995. — ISBN 0-631-14671-7.